# Eunomia elegantula
Eunomia elegantula là một loài bướm đêm thuộc phân họ Arctiinae, họ Erebidae.